# Скавениус, Харальд
Харальд Скавениус (дат. Harald Roger Scavenius; 27 мая 1873—24 апреля 1939, Гаага) — датский государственный деятель, дипломат. Министр иностранных дел (1920—1922), посланник Дании в России (1912—1918), посол в Италии, Нидерландах и Швейцарии.

## Биография
Харальд родился в замке Горслев в семье крупного землевладельца и политика Якоба Фредерика Скавениуса и его супруги Луизы, урождённой Кастанье (дат. Castonier). Внук Педера Брённума и кузен Эрика Скавениуса.
В 1900 году Скавениус закончил Копенгагенский университет по курсу испанского и французского языков. Как и его родственники, Харальд выбрал карьеру политика и в 1904 году был назначен секретарём датского представительства в Санкт-Петербурге. В 1909 году последовал перевод в Париж, через два года — в Лондон.
В 1912 году Скавениус вновь вернулся в Россию, но уже в ранге посланника. При этом датчанин пользовался особым расположением императорского двора, что позволяло ему встать в один ряд с английским послом У. Бьюкененом. Этому во многом способствовало два фактора: Скавениус представлял родину императрицы Марии Фёдоровны и знание русского языка (по воспоминаниям супруги, он «не только понимал своих петроградских собеседников, но и говорил по-русски вполне бегло»).

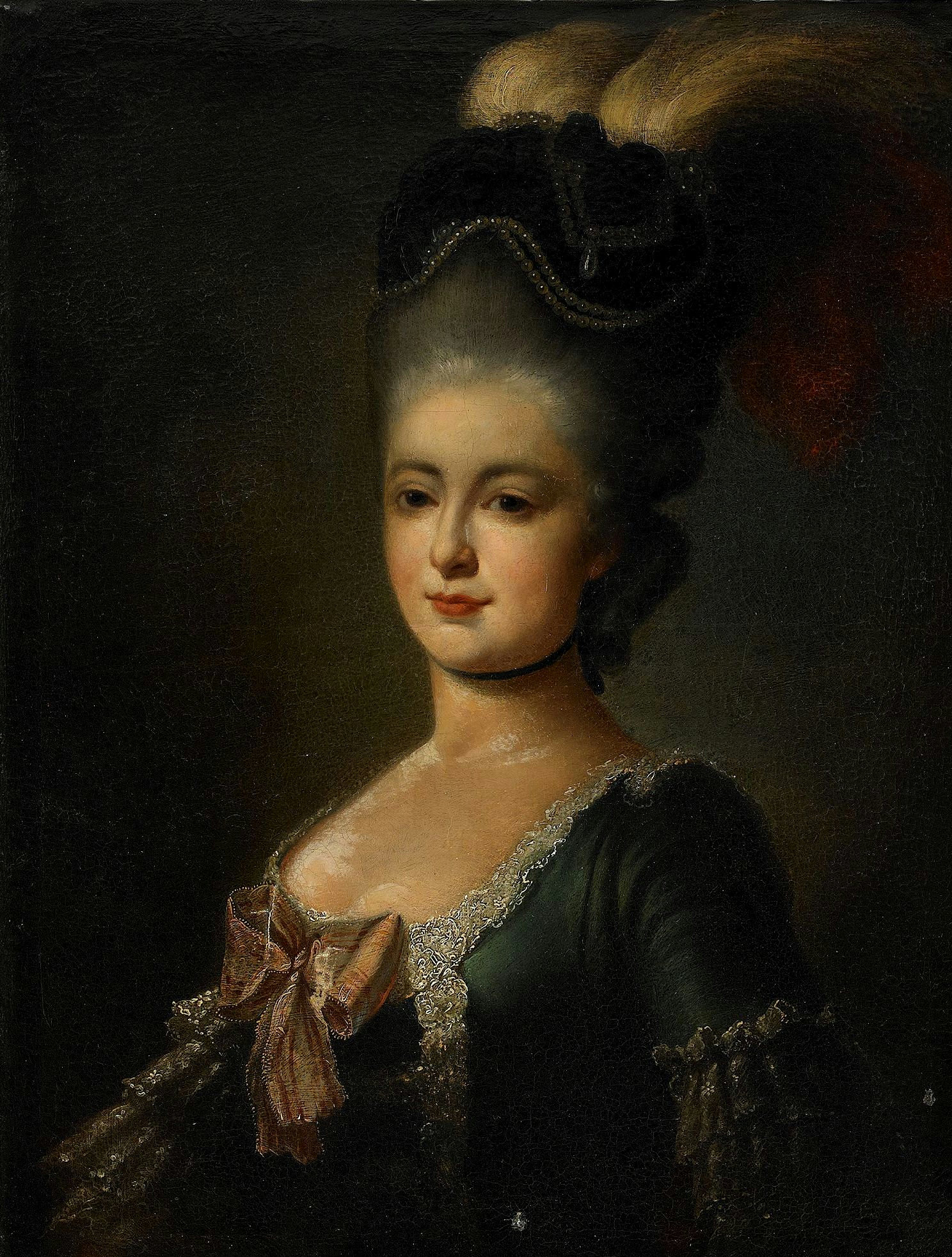
Императрица Мария Фёдоровна

Одним из направлений деятельности Скавениуса в 1917 году стало спасение членов императорской семьи и представителей русской аристократии. Вскоре после отречения императора Николая датское правительство направило своему посланнику инструкции, которые предписывали сообщать о положении Романовых. Скавениус пытался добиться от новых властей разрешения на выезд из России для царской семьи, а в первую очередь для вдовствующей императрицы Марии Фёдоровны, которая приходилась тёткой правящему королю Дании Кристиану X. Одной из уступок Временного правительства стало разрешение поддерживать переписку с императрицей, а также пересылать ей письма от датской королевской семьи. В апреле Скавениус настаивал на личной встрече с Марией Фёдоровной в Крыму, но датское правительство запретило оставлять Петроград. В письме к принцу Вальдемару он писал: «Императрица часто говорит о Вашем Высочестве и о Дании, и я думаю, что Её Величество очень скучает по дому и по тому, чтобы почувствовать себя наконец в дружественной атмосфере». Но все попытки добиться разрешения на выезд бывшей датской принцессы успеха не имели из-за «большого значения для Российского государства». Понимая всю серьёзность положения, Георгий Шервашидзе писал: «… я счастлив знать, что Её Величество в Вашем лице имеет такого энергичного и рыцарского защитника, который всегда готов защищать её интересы. В качестве датского посланника Вы в настоящий момент единственный, кто может помочь и поддержать наши стремления облегчить судьбу Её Величества.» Не оставлял своим вниманием Скавениус и остальных членов династии. В датском посольстве вместе с гувернанткой проживал сын великого князя Михаила, граф Брасов, позднее нелегально переправленный в Данию. При помощи Скавениуса покинули Россию графиня Брасова и княгиня Палей, а также греческая королева Ольга. Датский посланник старался облегчить участь великих князей Георгия и Николая Михайловичей, Дмитрия Константиновича и Павла Александровича, содержавшихся в тюрьме на Шпалерной. Он лично посещал их, добился разрешения передавать им письма и продукты. В августе 1918 года он обратился к Советскому правительству с требованием гарантий арестованным Романовым, а также посетил Урицкого, добиваясь их освобождения. В крайнем случае Скавениус вынашивал планы организации побега и отправил в Копенгаген просьбу о выделении 500 000 рублей. По мнению великой княгини Марии Георгиевны, датский посланник и его сотрудники сделали «более, чем кто-либо другой, чтобы помочь членам царской семьи. Они были мужественными и человечными, и мы находимся в признательном долгу перед ними». 

Спасённая им княгиня Л. Л. Васильчикова писала:
Многие русские обязаны ему своей жизнью. Он был настоящим ангелом-хранителем заключённых и, не боясь компрометировать своё дипломатическое положение, с неустанной энергией заступался за кого мог, кто бы они ни были — лица, с которыми он даже не был знаком, или члены Императорского Дома. В Петербурге в ту минуту находились и другие дипломаты, но они оставались в тени. … Представители других держав также имели возможность прийти на помощь преследуемым большевиками, но, однако, одни Скавениусы взяли на себя эту благородную роль на фоне общего безразличия, чтобы не сказать трусости, выказанных представителями других наций по отношению к большевистскому кровавому засилию.
После того, как большевики пришли к власти, большинство стран отказалось признать созданное ими правительство и отозвало своих послов. Со временем интересы граждан более чем 20 государств Европы стало представлять датское государство в лице Х. Скавениуса. Ещё с апреля 1917 года он оказывал помощь гражданам Австро-Венгрии, находившемся в плену на территории России; осуществлял юридическую поддержку арестованным в 1918 году гражданам Англии и Франции. Когда при защите британского посольства был убит военный атташе капитан Кроми, чей обезображенный труп был сначала вывешен в окне, а позднее брошен в подвал, именно посланник организовал погребение, лично доставив тело, обернутое датским флагом, в церковь.
Скавениус был вынужден делить с жителями Петрограда и все житейские проблемы того времени. Не получая от правительства средств на содержание представительства, он самостоятельно оплачивал съём жилья, бытовые и транспортные расходы сотрудников. В одном из писем его супруга, Анне София (1889—1962), отмечала, что «позволить себе занять такой пост мог лишь очень обеспеченный человек».
Из-за разрыва дипломатических отношений между Данией и Россией 15 декабря 1918 года датский посланник Харальд Скавениус навсегда покинул Петроград. После его отъезда всё имущество представительства, включая личные вещи, мебель, картины, фарфор, были конфискованы большевиками.
Вернувшись на родину, Скавениус активно выступил за борьбу с большевизмом. В 1919 году на конференции в Париже с участием глав государств он выступил с меморандумом «Русские проблемы», где назвал большевизм явлением «чуждым европейским традициям», ставшим серьёзной международной проблемой. Настаивая на интервенции, в 1920 году в Копенгагене он создал Комитет возрождения России.
В 1920-22 годах Скавениус занимал пост министра иностранных дел в правительстве Н. Неергора. В октябре 1921 года при его активном участии были сорваны переговоры с РСФСР о заключении торгового соглашения. По мнению Скавениуса, «в долгосрочном плане борьба против большевиков и красной угрозы были важнее мелких коммерческих интересов, и если датские компании утратят рынки в России, то найдут их в другом месте». Но вскоре политика Скавениуса потеряла поддержку ряда влиятельных бизнесменов, «которые надеялись на скорый конец коммунистов в России, однако они быстро устали от этой бесперспективной политики правительства тем более, что их конкуренты из других западных стран беспрепятственно плавали в мутных водах».
В 1924-28 годах — посланник в Риме, откуда был отозван из-за несогласия с политикой Б. Муссолини, позднее — в Берне и Гааге. Х. Скавениус был почётным президентом олимпийского комитета Дании.
Харальд Скавениус скончался в Гааге и был похоронен на кладбище церкви Хольтуг в Стевнсе (Дания).
Частный архив Х. Скавениуса хранится в Королевской библиотеке Копенгагена.